# Piaski (rejon pustomycki)
Piaski – wieś na Ukrainie w rejonie lwowskim (wcześniej w rejonie pustomyckim) należącym do obwodu lwowskiego. 
W II Rzeczypospolitej wieś w powiecie lwowskim województwa lwowskiego. W 1944 nacjonaliści ukraińscy z OUN-UPA zamordowali tutaj 20 Polaków.

## Zabytki
- cerkiew pw. Narodzenia Bogurodzicy, najprawdopodobniej z XVI w., po raz pierwszy odbudowana w 1662 po najazdach tatarskich, obecny wygląd otrzymała w 1892, gruntownie odnowiona ze składek dobroczynnych w latach 30 XX wieku ze niszczeń wojennych. Położona na wschód od Szczerca na wzgórzu nad ul. Zolotohirską do Piasek.

## Bibliografia

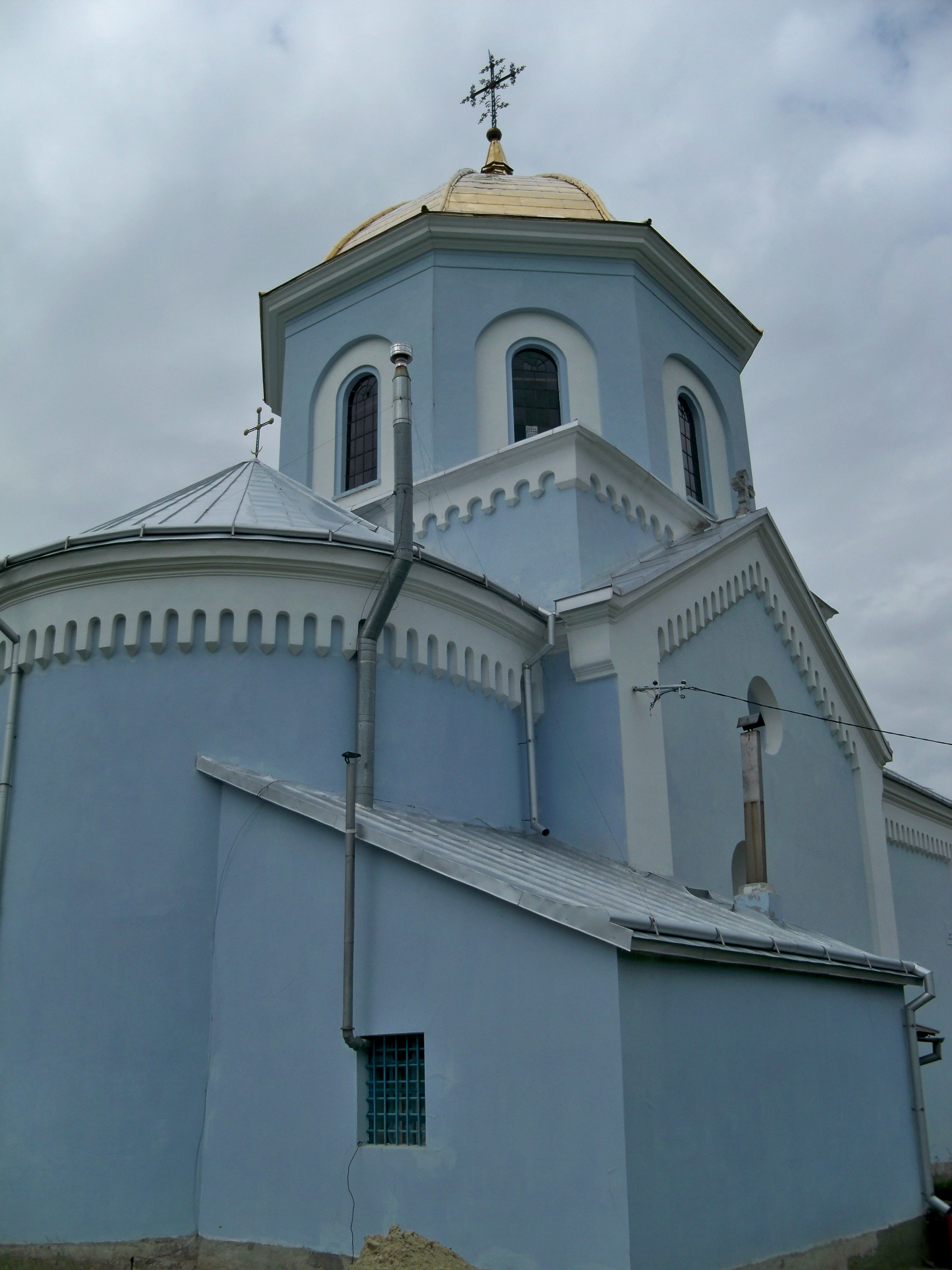
Cerkiew pw. Narodzenia Bogurodzicy

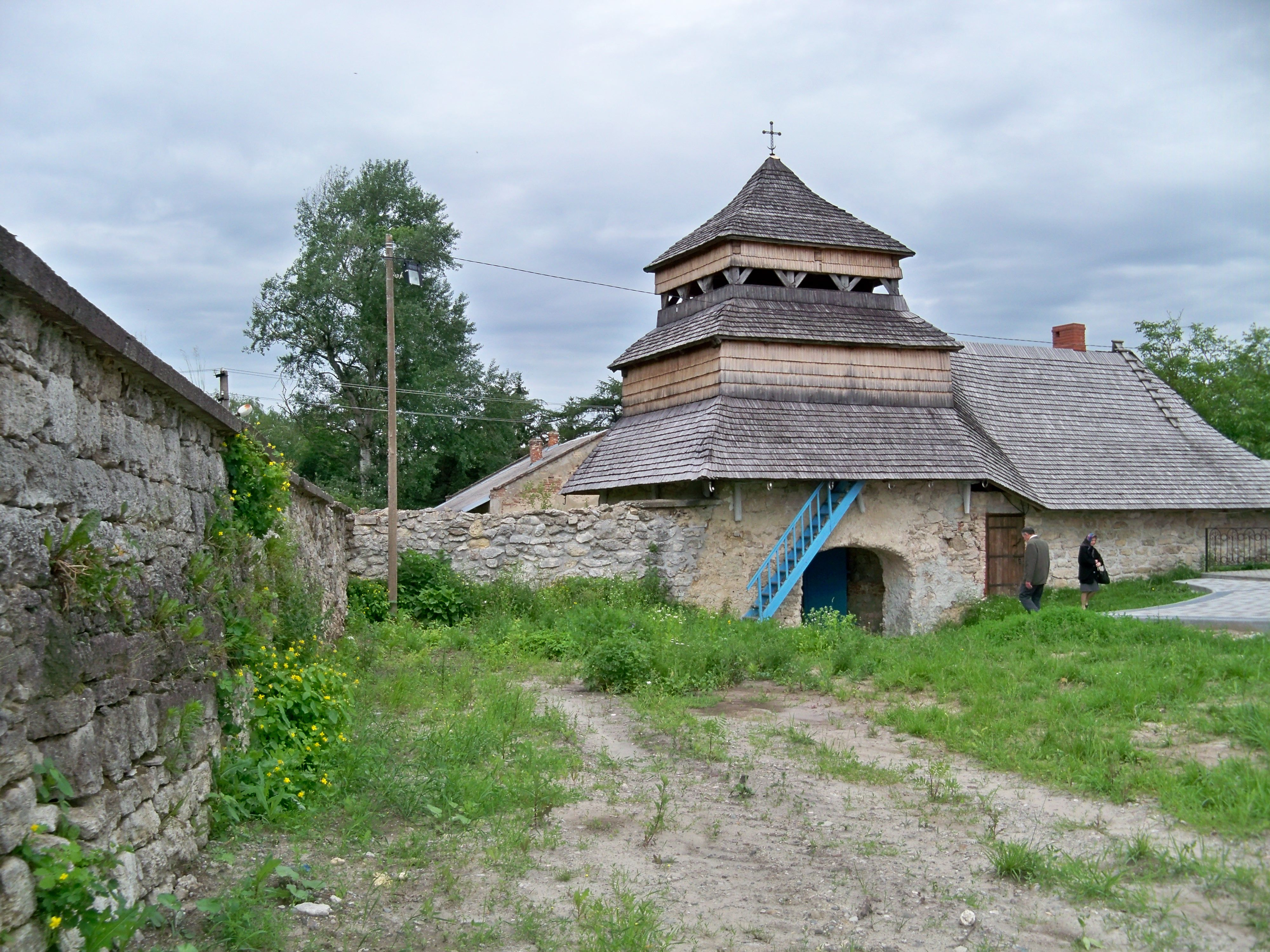
Cerkiew pw. Narodzenia Bogurodzicy